# قره باغلی، سالیان
قره‌باغ‌لی (به ترکی آذربایجانی: Qarabağlı) یک منطقه مسکونی در جمهوری آذربایجان است که در شهرستان سالیان واقع شده‌است. قره باغلی ۵۳۷۷ نفر جمعیت دارد. دهیاری قره باغلی شامل روستاهای قره باغلی و کولانی است.